# 王卉
王卉（1974年—），女，陕西西安人，汉族，中华人民共和国政治人物、第十一届全国人民代表大会陕西地区代表。
毕业于陕西广播电视大学经济管理专业，是中共党员。担任陕西黄河集团公司24车间工段长兼接线班班长。2008年起担任全国人大代表。